# Billie Kay
Jessica McKay (Sídney, Nueva Gales del Sur; 23 de junio de 1989) es una luchadora profesional australiana. Se le conoce por haber trabajado bajo los nombres de Jessie McKay y Billie Kay en Impact Wrestling y WWE respectivamente.
Entre sus logros destaca un reinado como Campeona por parejas de las Knockouts y uno como Campeona femenina en parejas de la WWE, ambos junto a Cassandra McIntosh (con quien formó The IIconics/The IInspiration), estos últimos ganándolos en WrestleMania 35, el evento insignia de la empresa. En su nativa Australia, es una ex dos-veces PWWA Champion, mientras que en Estados Unidos ha aparecido en varias promociones independientes.

## Infancia y juventud
McKay nació en Sídney, New South Wales. Tiene un hermano, quien la introdujo en la lucha libre cuando solo tenía 10 años de edad. Asistió a la misma escuela secundaria que su compañera luchadora KC Cassidy, la futura Peyton Royce. Antes de convertirse en luchadora, McKay destacó en baloncesto.
En el podcast con Lilian García en Chasing Glory, se destacaron datos sobre su vida antes de la lucha libre, Jessica empezó a ver la WWE gracias a que su hermano mayor la obligó a mirar televisión durante un PPV de la empresa, esto como castigo a su mal comportamiento, McKay dijo que cayó instantáneamente enamorada de la lucha libre, además confesó que el primer luchador que vio fue a The Rock.
En 2015 contrajo matrimonio con el novio que tuvo desde los 19 años, sin embargo, ambos lo mantuvieron oculto por muchos años por privacidad. El 8 de junio de 2023, anunció su embarazo, cuyo bebé se espera que nazca en diciembre del presente año.

## Carrera

### Pro Wrestling Alliance Australia (2007-2015)
McKay fue entrenada por Madison Eagles. Debutó el 23 de junio de 2007, su decimoctavo cumpleaños, en PWA Australia con una victoria sobre Eagles y Aurora.
El 2 de agosto de 2008, McKay derrotó a Kellie Skater para ganar el PWWA Championship por primera vez. Jessie tuvo una exitosa defensa de su título el 8 de noviembre contra Tenille Tayla. El 22 de noviembre de 2008, ella perdió su título, que luego lo obtuvo Penni Lane. Después de que Lane dejara vacante el título debido a una lesión, McKay ganó el PWWA Championship por segunda vez en un four-way match contra Kellie Skater, Sway y Shazza McKenzie el 14 de septiembre de 2009. McKay entonces disfruto de dos victorias exitosas en las cuales defendió su título ante KC Cassidy y Madison Eagles en marzo y mayo de 2010, sin embargo perdió el título ante el 11 de junio de 2010.

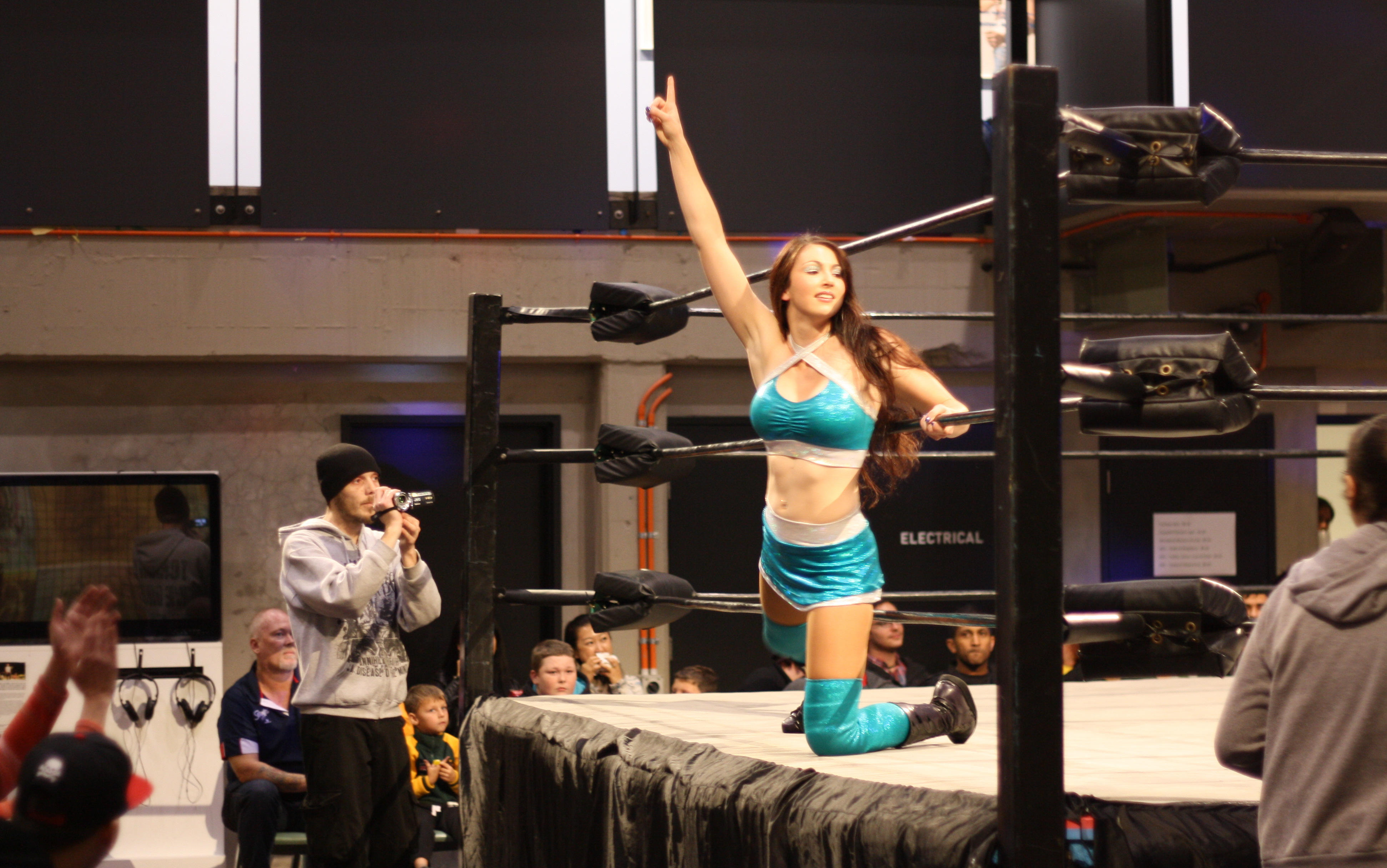
Jessie McKay en 2013.

En septiembre de 2011, McKay fallo tratando de ganar un three-way match por el Shimmer Championship en el cual también compitieron la campeona Madison Eagles y Nicole Matthews. En agosto de 2012, en un combate para coronar a la interim PWWA Champion, McKay fue derrotada por Evie.

### Shimmer Women Athletes (2008-2015)
McKay comenzó a luchar para la promoción Americana all-female Shimmer Women Athletes en octubre de 2008, donde hizo su debut en el Volumen 21 junto a Madison Eagles como the Pink Ladies, ambas participaron en un gauntlet match para coronar a las primeras Shimmer Tag Team Champions pero fueron el primer equipo en ser eliminado. McKay hizo su debut en un combate individual contra Kellie Skater, donde fue derrotada en el Volumen 24.
En el Volumen 33 en septiembre de 2010, McKay derrotó a Nicole Matthews, después de haber perdido ante Matthews a principios de ese año en abril durante el Volumen 30. McKay siguió con una inesperada victoria sobre Ayako Hamada y Sara Del Rey en un three-way match después de aplicar un pin sobre la ex Campeona de Shimmer Del Rey en el Volumen 34. Como resultado, más tarde en septiembre de 2010, McKay fue concedida con un combate por el título contra su entrenadora y excompañera de equipo, la Campeona de Shimmer Madison Eagles en el Volumen 35, pero McKay perdió.
Después de fallar un desafío, McKay continuó su feudo con Nicole Matthews. En el Volumen 36, McKay hizo equipo con Tenille, desafiando a the Canadian Ninjas (Matthews y Portia Pérez) por los Shimmer Tag Team Championship, pero fueron derrotadas. Sin embargo, McKay obtuvo una victoria sobre the Canadian Ninjas en el Volumen 38 mientras hacia equipo con Serena. McKay concluyó su feudo con Matthews después de perder en un two-out-of-three falls match en el Volumen 39 en marzo de 2011.
En marzo de 2012, Jessie obtuvo victorias sobre Mia Yim en el Volumen 45 y la ex Campeona MsChif en el Volumen 46 llevando a McKay a recibir otro combate por el Shimmer Championship, sin embargo fallo tratando de capturar el campeonato siendo derrotada por Cheerleader Melissa en el Volumen 47. El Volumen 53 de Shimmer iPPV en abril de 2013, McKay fue derrotada por Madison Eagles en el regreso de Eagles' a Shimmer. En el Volumen 57, McKay derrotó a Mercedes Martínez.

### Otras promociones (2008-2015)
Además de luchar para Shimmer, McKay también trabajo para otras promociones estadounidenses, incluyendo Combat Zone Wrestling (CZW) y Ring of Honor (ROH) en 2008, y Chikara en 2011. McKay también luchó para la promoción Canadiense NCW Femmes Fatales en 2012. McKay debutó para la promoción Americana Shine Wrestling en Shine 9 en abril de 2013, con una victoria durante un six-person tag team match, haciendo equipo con Kellie Skater y Shazza McKenzie para derrotar a Nikki Roxx, Santana y Mia Yim.

### WWE

#### NXT (2015-2018)

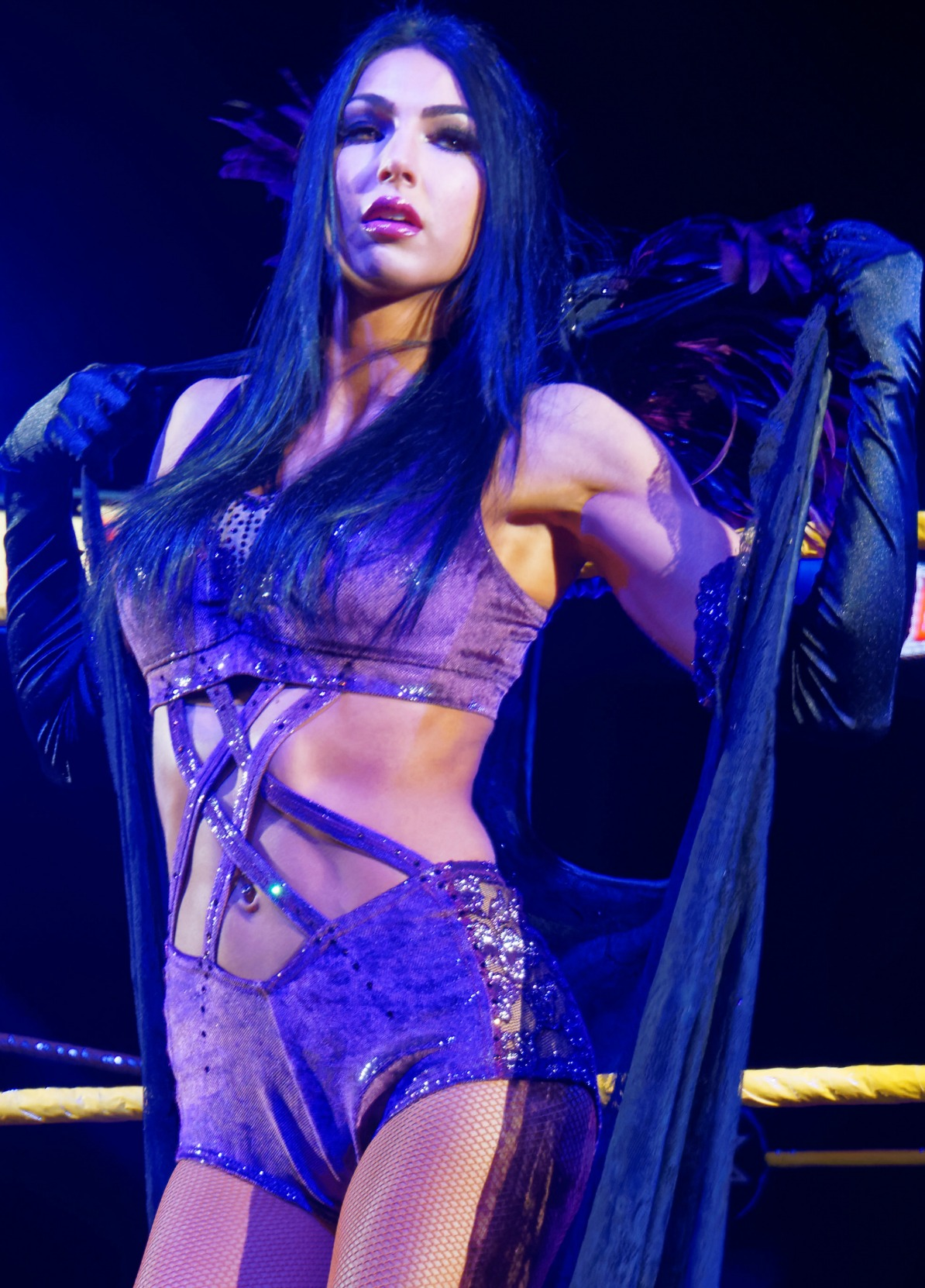
Kay en 2016.

McKay recibió un tryout con World Wrestling Entertainment (WWE) durante su tour para Australia en agosto de 2014. El 13 de abril de 2015, WWE anuncio a McKay como parte de una nueva clase de aprendices en NXT. McKay hizo su debut el 10 de junio en un episodio de NXT, donde fue derrotada por Becky Lynch. El 7 de agosto, McKay recibió su nuevo nombre en-ring Billie Kay. Después de competir en la mayoría de sus combates en NXT como face, Kay trabajo en su primer combate como heel el 21 de octubre en un episodio de NXT, perdiendo ante Asuka. Participó en una batalla real el 13 de enero, para ser la #1 contrincante del Campeonato Femenino de la NXT en el cual fue eliminada por Asuka. El 30 de junio en SmackDown, Kay hizo su debut en el roster principal como una face, siendo derrotada por Dana Brooke.
Regreso a NXT de nuevo como heel el 27 de julio derrotando a Santana Garrett, consiguiendo su primera victoria televisada, sin embargo en su primer PPV en NXT TakeOver: Brooklyn II, Kay fue derrotada por la debutante Ember Moon. El 12 de octubre Billie y Peyton comenzaría una rivalidad con Aliyah y Liv Morgan derrotando a ambas en encuentros individuales, esto las llevó a tener un combate junto con Daria Berenato en contra de Morgan, Aliyah y Ember Moon en una lucha de tres contra tres, donde estás últimas saldrían victoriosas. Kay junto con Peyton Royce empezaron a insinuar que irían por el Campeonato Femenil de NXT por lo que retaron a Asuka, Nikki Cross se uniría a la lucha por dicho campeonato en NXT TakeOver: San Antonio, el día de la lucha Asuka retuvo después de cubrir a Peyton Royce.
El 25 de octubre participó en un battle royal en donde la ganadora sería la última participante de la amenaza cuádruple que se llevaría a cabo en WarGames, para coronar a la nueva campeona de NXT, sin embargo salió derrotada.
Después de estar inactiva unos meses por una cirugía de aumento de pechos, el 9 de marzo en un evento en vivo de NXT Kay hizo su regreso junto con su compañera de equipo Peyton Royce, en donde se enfrentaron a Candice LeRae y Kairi Sane pero ganaron estas últimas.

#### The IIconics (2018-2020)

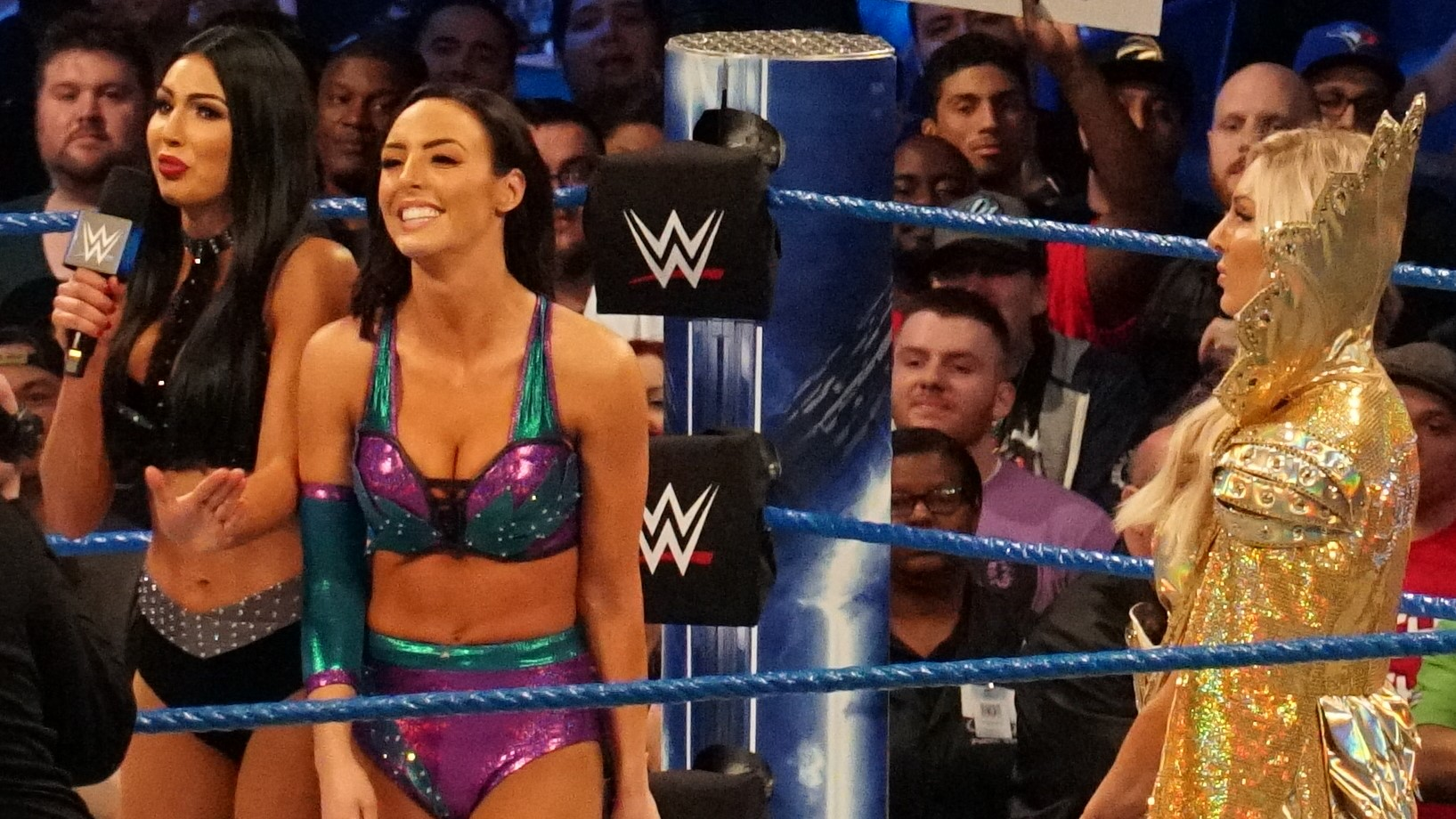
The IIconics junto a Charlotte Flair en 2018. Este fue el episodio de SmackDown en el que ambas debutaron para el roster principal.

El 10 de abril hizo su debut al roster principal en la marca SmackDown Live! acompañada de Peyton Royce, siendo re-bautizadas como The IIconics, Royce y Kay atacaron a Charlotte Flair, provocando que perdiera el campeonato gracias al canjeo de Carmella. El 17 de abril, Billie fue derrotada por Flair en su primera lucha como parte del roster principal, después del encuentro Kay, Peyton y Carmella atacaron a Charlotte y Becky Lynch, sin embargo Asuka salió a su rescate. Su primera victoria tomaría lugar la semana siguiente cuando junto con Royce derrotaría a Becky Lynch y Asuka. El 4 de septiembre en SmackDown, después de que por semanas Royce y Kay atacaran a Naomi, Asuka salió a rescatarla para dar inicio una rivalidad entre las cuatro que culminaría el 6 de octubre en WWE Super Show-Down, con la victoria de Billie y Peyton, en su país natal Australia. En Evolution participó en un battle royal por una oportunidad titular, pero fue eliminada por Michelle McCool, Molly Holly y Torrie Wilson al principio del combate. El 27 de noviembre en SmackDown, participó en otro battle royal para nombrar a la contendiente #1 al Campeonato Femenino de SmackDown, pero fue eliminada por Asuka.
El 27 de enero de 2019 en Royal Rumble, Kay entraría a la batalla femenina como la #7 siendo eliminada por Lacey Evans minutos después. En Elimination Chamber, Billie y Peyton participaron en una Elimination Chamber match por los Campeonatos Femeninos en Parejas, sin embargo serían eliminadas por Tamina y Nia Jax. Después de dicho PPV, Kay y Royce comenzarían a provocar a las campeonas Sasha Banks y Bayley. El 19 de marzo en SmackDown derrotaron a The Boss 'n' Hug Connection  (Sasha Banks y Bayley), dándoles una oportunidad por los Campeonatos Femeninos en Pareja. 
En WrestleMania 35, Kay y Royce lograron ganar los títulos tras derrotar a The Divas of Doom (Beth Phoenix y Natalya), Tamina y Nia Jax y las campeonas, The Boss 'n' Hug Connection (Sasha Banks y Bayley). Para el SmackDown post-WrestleMania, defendieron con éxito por primera vez los campeonatos ante The Brooklyn Belles. A lo largo de abril, Las IIconics mantuvieron una rivalidad con The Kabuki Warriors y su mánager, Paige, teniendo pequeños segmentos en bastidores. Durante las siguientes semanas estuvieron evitando cualquier combate de defensa titular usando múltiples excusas, perdiendo los campeonatos el 5 del agosto en Raw como parte de una lucha fatal de cuatro esquinas por equipos de eliminación contra The Kabuki Warriors (Asuka y Kairi Sane), Fire & Desire (Mandy Rose y Sonya Deville) y Bliss Cross Applesauce (Alexa Bliss y Nikki Cross), siendo estas últimas las ganadoras. En el Kick-Off de SummerSlam, Royce y Kay se enfrentaron a Bliss y Cross en su revancha titular, sin embargo, salieron derrotadas. El 16 de octubre como parte del WWE Draft, Las IIconics fueron traspasadas a Raw. 
El 18 de noviembre en Raw, Billie y Peyton retaron a la Campeona Femenina de Raw, Becky Lynch y Charlotte Flair a un combate, sin embargo, salieron derrotadas nuevamente, siendo esta su última lucha a lo largo del año. Junto a Peyton, Billie regresó a Raw el 11 mayo interrumpiendo el segmento de "The Moment of Bliss" de las Campeonas Femeninas en Pareja de la WWE, Alexa Bliss y Nikki Cross, comenzando una rivalidad titular. En Backlash, se enfrentaron a Bliss Cross Applesauce y The Boss 'n' Hug Connection por los campeonatos en parejas, saliendo derrotadas. Posteriormente empezaron un feudo con Ruby Riott haciendo burla de su aspecto físico y el hecho de que ya no tenía amigos. Tras una racha de victorias de Kay y Royce sobre Riott, en Payback, The IIconics fueron derrotadas por Riott y su compañera Liv Morgan, con quién se había reunido después de la disolución de The Riott Squad. La siguiente noche en Raw, Royce y Kay fueron obligadas a separarse al salir derrotadas por Riott y Morgan en una lucha por estipulación, disolviendosé así The IIconics.

#### Carrera en solitario (2020-2021)
El 12 de octubre en Raw participó en una batalla real que determinaría a la aspirante #1 al Campeonato Femenino de Raw, pero fue eliminada por Nia Jax. Es mismo día, como parte del Draft Suplementario, fue transferida a SmackDown,
En el SmackDown del 30 de octubre, se enfrentó a Bianca Belair y Natalya en una Triple Threat Match para clasificar al Team SmackDown en la Traditional Survivor Series Elimination Women's Match en Survivor Series, sin embargo, perdió. Durante los siguientes meses Kay intentó encontrar compañeras de equipo diferentes en Natalya o Tamina pero siempre era derrotada en sus luchas, por lo que fue rechazada. A principios del 2021, Billie cambió a Tweener empezando a hacer apariciones junto a Liv Morgan y Ruby Riott, intentado formar parte de The Riott Squad, sin embargo, accidentalmente las hizo perder varios encuentros. En Royal Rumble participó en la Rumble femenina entrando como la #4, durante la lucha formó una breve alianza con Jillian Hall, Kay término por traicionarla eliminandola para ayudar a Liv y Ruby, sin embargo, a los pocos segundos fue eliminada por ellas. En la primera noche de WrestleMania 37, junto a Carmella, a quien le había enviado su currículum recientemente para ser contratada como su asistente, participaron en la Tag Team Turmoil Match por una oportunidad a los Campeonatos Femeninos en Parejas de la WWE de Nia Jax y Shayna Baszler para la segunda noche del evento, entrando de segundas y logrando eliminar a Lana y Naomi, sin embargo, fueron eliminadas poco después por The Riott Squad, siendo esta su última lucha dentro de la empresa.
El 15 de abril del 2021, WWE anunció la liberación de contrato de Jessica, quien había estado firmada desde 2015. Según rumores a raíz de su liberación, el productor de SmackDown, Kevin Dunn, "no entendió" el personaje de Jessica y por lo tanto no creyó necesaria su presencia dentro de la empresa.

### Impact Wrestling (2021-2022)
Después de que Cassandra y Jessica (Billie Kay) fueran despedidas de WWE, dieron a conocer en su podcast, Off Her Chops, que ambas regresarían juntas a la escena independiente como The IInspiration, cambiando sus nombres a Cassie Lee y Jessie McKay ya que WWE posee los derechos de autor sobre los nombres que las dieron a conocer en dicha empresa. Meses después, anunciaron The IInspiration Tour, gira donde se presentarían en diversas promociones y convenciones de lucha libre antes de firmar contrato de exclusividad con cualquier otra empresa.
En Knockouts Knockdown el 9 de octubre de 2021, se anunció que The IInspiration haría su debut para Impact Wrestling en Bound for Glory. En dicho evento, Jessie y Cassie lograron capturar por primera vez en sus carreras las preseas por parejas después de derrotar a las representantes de Decay, Rosemary y Havok. Teniendo su primera defensa titular el 20 de noviembre en Turning Point ante la misma dupla, reteniendo exitosamente. 
El 27 de abril de 2022, Cassandra y Jessica solicitaron su liberación inmediata de Impact Wrestling, dándolo a conocer mediante sus cuentas de Twitter.

## Otros medios
El 6 de septiembre del 2017 se confirmó su entrada a WWE 2K18, siendo este su debut en los videojuegos de la WWE, posteriormente haría su debut en WWE SuperCard como parte de la temporada 4. En septiembre de 2018 se confirmó que Kay será parte del vidoeuego WWE 2K19 como personaje jugable siendo posteriormente su inclusión en el videojuego WWE 2K20.

## Campeonatos y logros
- Impact Wrestling
  - Impact Knockouts Tag Team Championship (1 vez) – Cassie Lee

- Pro Wrestling Women's Alliance
  - PWWA Championship (2 veces)

- World Wrestling Entertainment/WWE
  - WWE Women's Tag Team Championship (1 vez) – con Peyton Royce
  - NXT Year–End Award (1 vez)
    - Breakout of the Year (2016)[58] – con Peyton Royce

- Pro Wrestling Illustrated
  - Situada en el Nº49 en el PWI Female 50 en 2012.
  - Situada en el Nº57 en el PWI Female 100 en 2019.
  - Situada en el Nº59 en el PWI Female 100 en 2020.